# Parafia Wniebowstąpienia Pańskiego w Ciechanowcu
Parafia Wniebowstąpienia Pańskiego – parafia prawosławna w Ciechanowcu, w dekanacie Siemiatycze diecezji warszawsko-bielskiej.
Na terenie parafii funkcjonuje 1 cerkiew:
- cerkiew Wniebowstąpienia Pańskiego w Ciechanowcu – parafialna

## Historia
Dzieje parafii prawosławnej w Ciechanowcu sięgają XIV w. Przy drodze do Siemiatycz znajduje się kurhan, nazywany do tej pory przez miejscową ludność cerkwiskami.
W XVII w. (dokładna data nie jest znana) parafia przyjęła unię. W owym czasie w Ciechanowcu istniała cerkiew św. Jerzego, mieszcząca przy dzisiejszej ulicy Tadeusza Kościuszki. W 1750 zmieniono lokalizację świątyni – wzniesiono nową, drewnianą cerkiew przy ulicy Maleckiej (dzisiejszej Adama Mickiewicza), do której przeniesiono całe wyposażenie starej cerkwi. W 1789 parafia liczyła 278 wiernych.
Po likwidacji unii na Białostocczyźnie (1839) parafia ponownie stała się prawosławną. W 1865 wzniesiono przy rynku kaplicę św. Aleksandra Newskiego.
Ze względu na zły stan techniczny drewnianej cerkwi, w latach 1873–1877 zbudowano murowaną świątynię (obecną cerkiew parafialną). Konsekracja – pod wezwaniem Wniebowstąpienia Pańskiego – miała miejsce 22 maja 1877. Cerkiew stopniowo wzbogacono w wiele utensyliów. W tym czasie parafia należała do dekanatu drohiczyńskiego diecezji grodzieńskiej Rosyjskiego Kościoła Prawosławnego. Liczba wiernych w II połowie XIX w. wynosiła około 400 osób. W 1886 otwarto szkołę cerkiewno-parafialną.
W 1915 parafia przerwała działalność; większość wiernych udała się na bieżeństwo. Wyposażenie cerkwi rozgrabiono, a sam budynek służył świeckim celom. Po odzyskaniu przez Polskę niepodległości parafia utraciła samodzielność; wierni w okresie międzywojennym należeli do parafii Opieki Matki Bożej w Czarnej Cerkiewnej. W ciechanowieckiej cerkwi raz w miesiącu odprawiano liturgię; miejscowa wspólnota prawosławna liczyła w tym czasie niespełna 80 osób. Na polecenie władz państwowych rozebrano kaplicę św. Aleksandra Newskiego.
W początkowym okresie II wojny światowej parafia odzyskała samodzielność. W 1941 cerkiew uległa znacznym uszkodzeniom wskutek ostrzału artyleryjskiego. W czasie niemieckiej okupacji na terenie posesji cerkiewnej hitlerowcy rozstrzelali około 60 osób różnych narodowości. W 1953 parafię ciechanowiecką zlikwidowano; wiernych dołączono do parafii Świętych Apostołów Piotra i Pawła w Siemiatyczach. W latach 50. odbudowano odrestaurowano cerkiew i odbudowano dzwonnicę.
W 1970 na placu cerkiewnym odsłonięto pomnik upamiętniający pomordowanych w czasie okupacji hitlerowskiej.
W latach 1977–1980 dokonano ponownego remontu cerkwi, w tym czasie umieszczono w świątyni nowy ikonostas, wykonany w Siemiatyczach.
W 1982 nastąpiło kolejne erygowanie parafii prawosławnej w Ciechanowcu. 24 maja 2001, w dniu święta parafialnego, nabożeństwo celebrował metropolita Sawa, zwierzchnik Polskiego Autokefalicznego Kościoła Prawosławnego. Była to pierwsza wizyta metropolity w historii parafii.
W 2003 (przy wsparciu Funduszu Kościelnego) odnowiono elewację cerkwi i pomalowano dach, a także naprawiono ogrodzenie cmentarza parafialnego, znajdującego się na peryferiach miasta.
W 2007 parafię wizytował biskup siemiatycki Jerzy.
Wierni zamieszkują Ciechanowiec oraz wsie: Leszczkę Dużą, Malec i Przeździecko-Mroczki. Nabożeństwa odprawiane są w każdą niedzielę oraz główne cerkiewne święta.

## Proboszczowie
- ? – 26.11.1949 – ks. Julian Mielnikow
- 1949–1953 – ks. Jan Bortniczuk

Po reaktywacji parafii (1982):
- 25.04.1982 – 21.08.1983 – ks. Grzegorz Ostapkowicz
- 21.08.1983 – 19.04.1986 – ks. Mikołaj Grygoruk
- 9.01.1987 – 4.07.1996 – ks. Mirosław Mołotowicz
- 2.03.1998 – 31.07.2001 – ks. Mikołaj Mielniczuk
- od 31.07.2001 – ks. Michał Androsiuk